# Heteroligus peringueyi
Heteroligus peringueyi är en skalbaggsart som beskrevs av Gilbert John Arrow 1911. Heteroligus peringueyi ingår i släktet Heteroligus och familjen Dynastidae. Inga underarter finns listade i Catalogue of Life.